# Zwabisch Oostenrijk
Zwabisch Oostenrijk werd gebruikt om de bezittingen van Voor-Oostenrijk in Zwaben aan te duiden.
De politiek van Oostenrijk om het oude hertogdom Zwaben te herstellen is uiteindelijk blijven steken in een conglomeraat van rechten en bezittingen zonder onderlinge samenhang. Sinds keizer Maximiliaan I  voerden de heersers van Oostenrijk de titel vorst in Zwaben.

## Samenstelling
Zwabisch Oostenrijk maakte deel uit van Voor-Oostenrijk, dat na 1648 bestond uit:
- Landgraafschap Breisgau
- Zwabisch Oostenrijk
- Vorarlberg

Tot Zwabisch Oostenrijk behoorden de volgende gebieden:
1. markgraafschap Burgau
2. landgraafschap Nellenburg
3. landvoogdij Zwaben
4. graafschap Hohenberg
5. de vijf Donausteden
6. overigen: 19 stichten, landschappen en steden

Omstreeks 1750 werd het bestuur gemoderniseerd, waarna het bestuur via oberamten was geregeld.

## De overige stichten, landschappen en steden in Zwabisch Oostenrijk
- sticht Wiblingen
- kartuize Buxheim
- abdij Heiligkreuztal
- abdij Urspring
- graafschappen Kirchberg en Weißenhorn (in bezit van Fugger)
- graafschap Sigmaringen (in bezit van Hohenzollern-Sigmaringen)
- heerlijkheid Erbach (bij Ulm)
- heerlijkheid Berg (bij Ehingen)
- heerlijkheid Buß (bij Öffingen)
- heerlijkheid Gutenstein
- heerlijkheid Hausen en Stetten am kalten Markt
- heerlijkheid Warthausen (in bezit van Stadion)
- heerlijkheid Kollenberg en Rohnsberg
- gerecht Reuthem en amt Bierstetten
- stad Konstanz (voormalige rijksstad)
- stad Steckborn en Radolfzell
- stad Schelklingen
- stad Ehingen
- stad Veringen